# Championnats de France d'athlétisme en salle 1983
Navigation
Édition précédente Édition suivante
Les Championnats de France d'athlétisme en salle 1983 ont eu lieu les 19 et 20 février 1983 à l'INSEP de Paris. 

## Palmarès
| Discipline              | Hommes               | Hommes         | Femmes              | Femmes         |
| ----------------------- | -------------------- | -------------- | ------------------- | -------------- |
| 60 m                    | Antoine Richard      | 6 s 66         | Marie-France Loval  | 7 s 32         |
| 200 m                   | Aldo Canti           | 21 s 62        | Liliane Gaschet     | 24 s 08        |
| 400 m                   | Jean-Jacques Février | 48 s 27        | Viviane Hermann     | 55 s 91        |
| 800 m                   | Didier Le Guillou    | 1 min 50 s 99  | Bernadette Louis    | 2 min 8 s 31   |
| 1 500 m                 | Bruno Tabourin       | 3 min 50 s 82  | Patricia Deneuville | 4 min 28 s 65  |
| 3 000 m                 | Didier Bernard       | 8 min 12 s 01  | -                   | -              |
| 60 m haies              | Philippe Hatil       | 7 s 99         | Michèle Chardonnet  | 8 s 13         |
| Saut en hauteur         | Franck Verzy         | 2,21 m         | Maryse Éwanjé-Épée  | 1,90 m         |
| Saut à la perche        | Thierry Vigneron     | 5,60 m         | -                   | -              |
| Saut en longueur        | Denis Pinabel        | 7,88 m         | Brigitte Hardel     | 6,28 m         |
| Triple saut             | Christian Valétudié  | 15,91 m        | -                   | -              |
| Lancer du poids         | Jean-Marie Djebaili  | 17,60 m        | Simone Créantor     | 17,45 m        |
| Lancer du marteau lourd | Jacques Accambray    | 19,94 m        | -                   | -              |
| 3 000 m marche          | -                    | -              | Suzanne Griesbach   | 14 min 48 s 50 |
| 5 000 m marche          | Gérard Lelièvre      | 19 min 58 s 60 | -                   | -              |